# Мессьє 109

Мессьє 109 (М109, інші позначення -NGC 3992,UGC 6937, MCG 9-20-44, ZWG 269.23, IRAS11549 +5339,PGC 37617) — галактика у сузір'ї Велика Ведмедиця.
Цей об'єкт входить у число перерахованих в оригінальній редакції нового загального каталогу.

## Історія

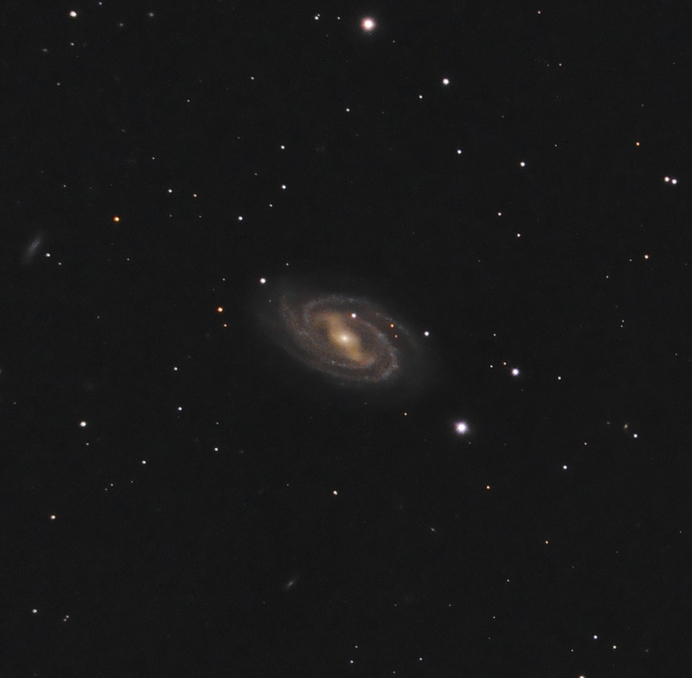
Amateur Image of Messier 109

Галактика була відкрита П'єром Мешеном 12 березня 1781 року. Трохи згодом (в 1783 у) Шарль Мессьє включив її в свій каталог як 109 об'єкт.

## Характеристика
Галактику можна виявити поблизу зірки γ Великої Ведмедиці, її центральну частину можна побачити й слабкі телескопи. По своїй морфології вона належить до типу спіральних галактик з баром (перемичкою)
Галактика має три відомих зараз супутники:
- UGC 6923
- UGC 6940
- UGC 6969

## Група галактик M109
Галактика M109 (NGC 3992) входить до групи галактик з однойменною назвою. Ця група об'єднує в собі галактики, що перебувають у сузір'ї Великої Ведмедиці. Галактика M109 є самим яскравим об'єктом у цій групі зі зоряною величиною 10.6.

### Фотографії деяких об'єктів групи

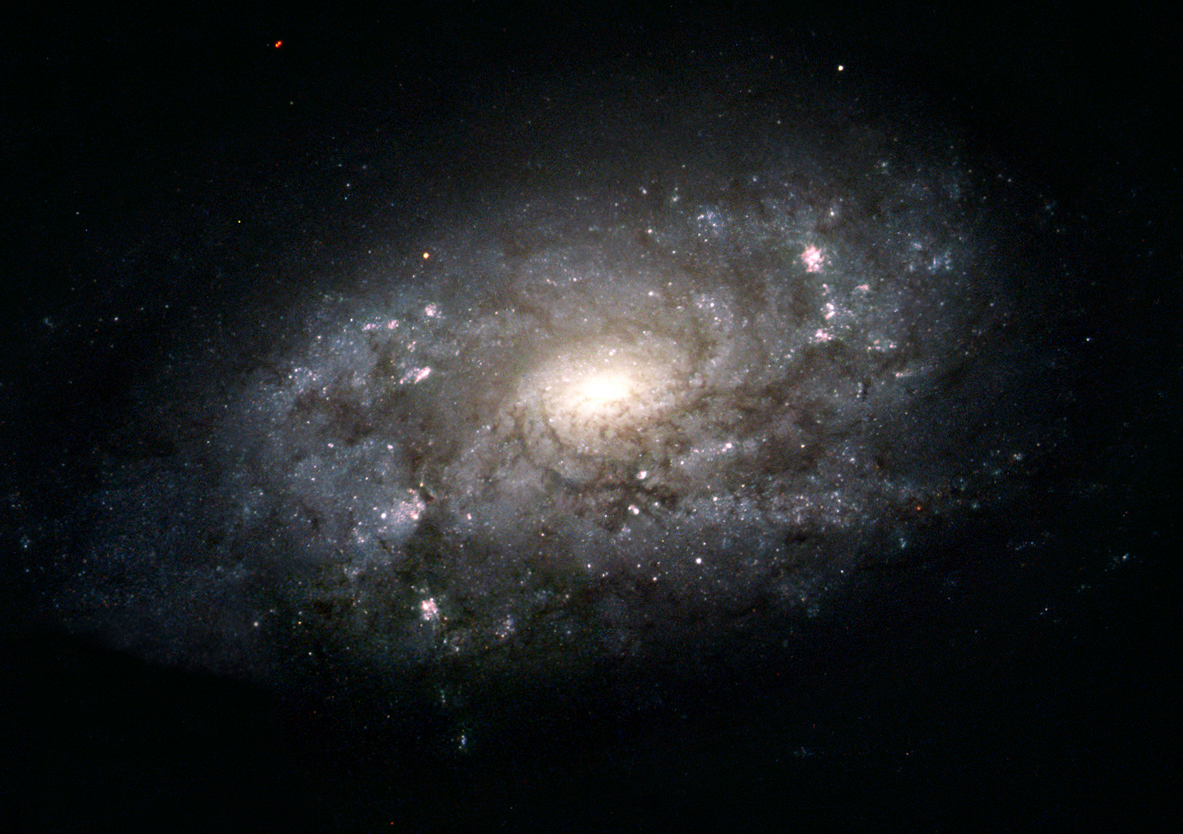
NGC 3949, знімок космічного телескопа  Хаббл
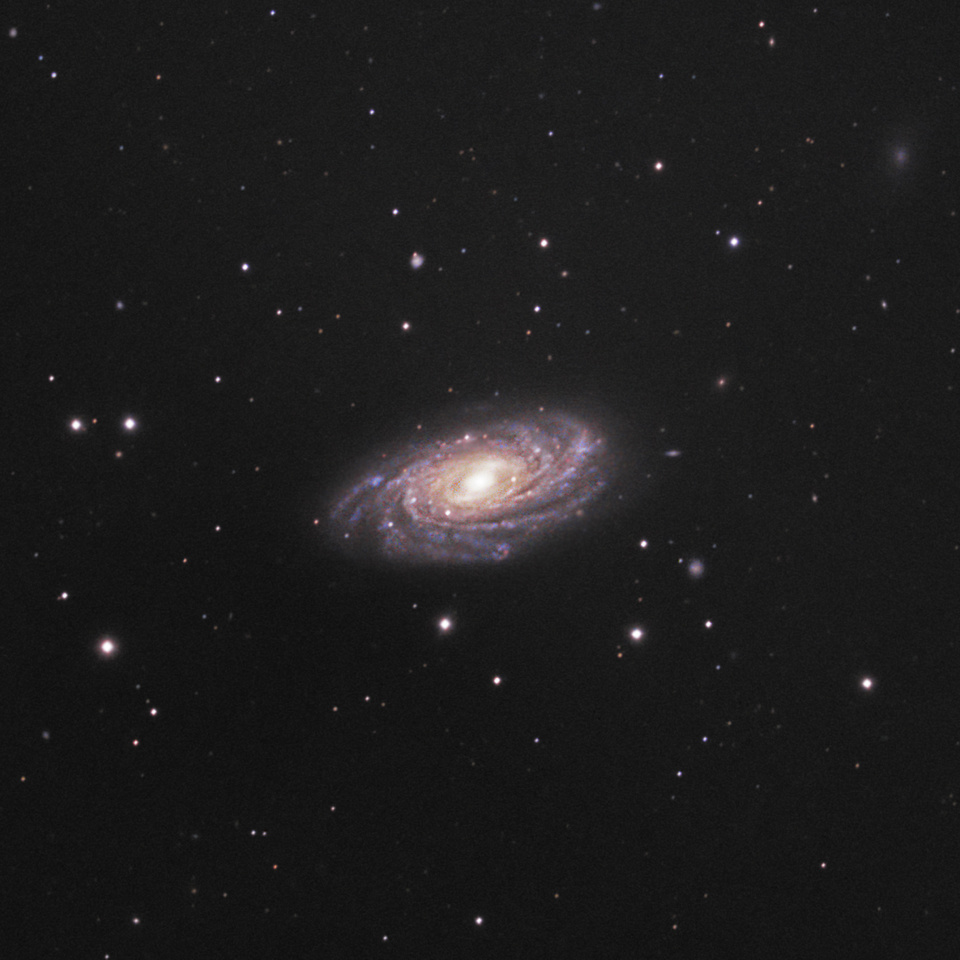
NGC 3953
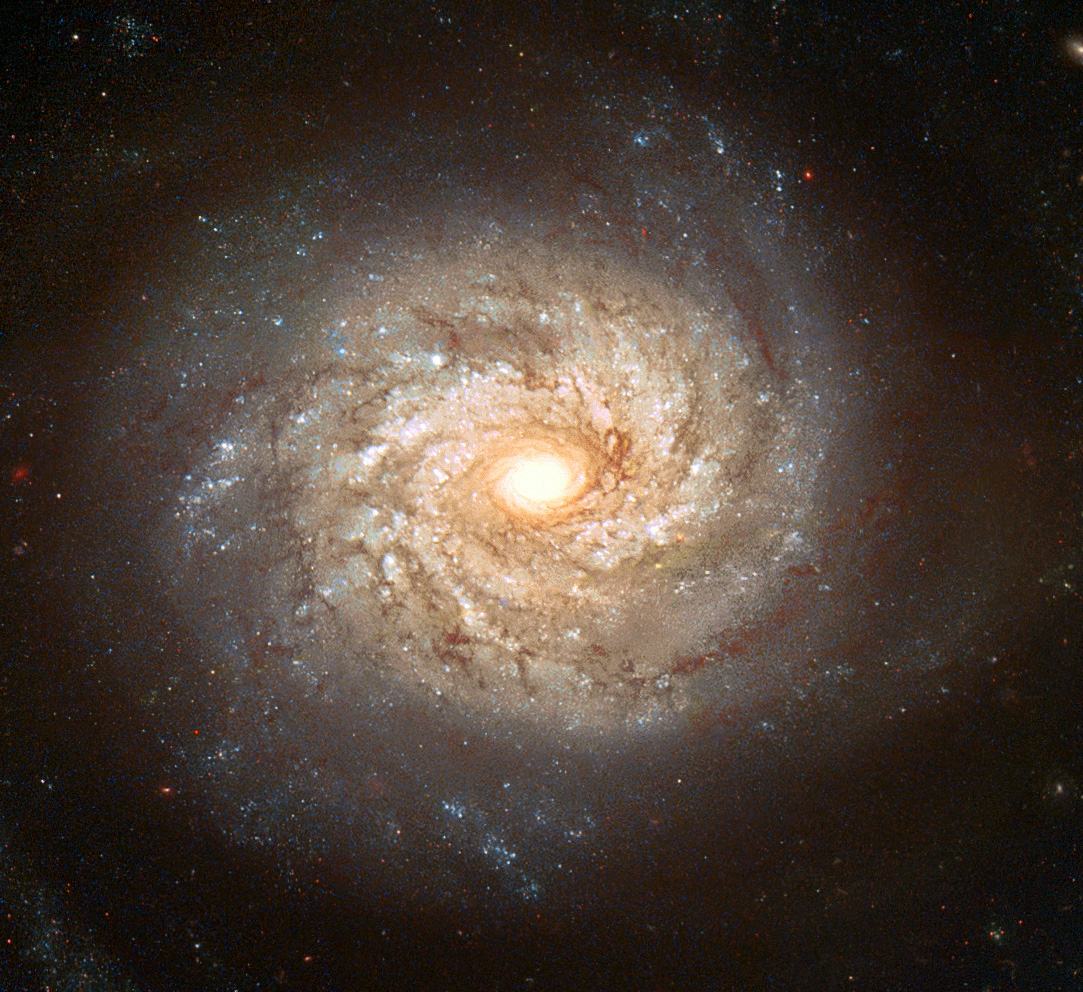
NGC 3982, знімок космічного телескопа  Хаббл
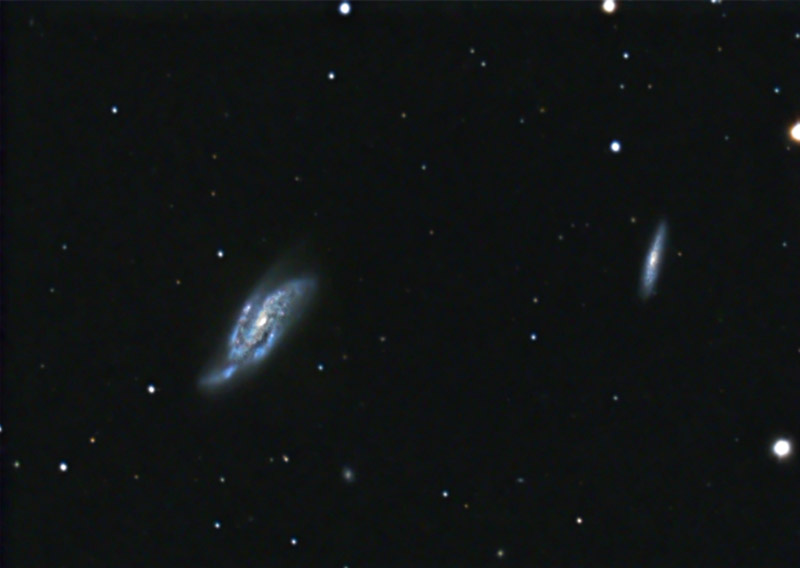
NGC 4088 зліва, NGC 4085 праворуч

## Події
У березні 1956 року в галактиці M109 можна було спостерігати вибух наднової, яка мала зоряну величину 12.8.

## Навігатори
| ◄ NGC 3988 \| NGC 3989 \| NGC 3990 \| NGC 3991 \| NGC 3992 \| NGC 3993 \| NGC 3994 \| NGC 3995 \| NGC 3996 ► |

Координати:  11г 57м 36с, +53° 22′ 28″